# 9218 Ісікадзуо
9218 Ісікадзуо (9218 Ishiikazuo) — астероїд головного поясу, відкритий 20 листопада 1995 року.
Тіссеранів параметр щодо Юпітера — 3,591.